# 列夫·尼古拉耶维奇·缅希科夫
列夫·尼古拉耶维奇·缅希科夫（俄语：Лев Николаевич Меньшиков，1926年2月17日—2005年10月29日），中文名孟列夫，是苏联和俄罗斯東方學家，既致力于翻译中国古典文学名著，也进行历史研究，还积极推动中俄文化交流。他在敦煌学研究领域取得了重大成果。

## 生平
1926年生于列宁格勒。1952年毕业于列宁格勒国立大学东方学系中文专业。从1957年开始，他在苏联科学院東方研究所列寧格勒分所开始研究敦煌抄本。他領導了一个研究小組，將所有的手卷整理编写成《列寧格勒敦煌抄本敘錄》兩冊。1963年發表了有關《敦煌变文集》中維摩詰經、碎金記、十吉祥等三卷一冊的的研究論文。
2005年10月29下午在圣彼得堡辞世，终年79岁。

## 主要作品
- 孟列夫. . 宁夏人民出版社. 1994年. ISBN 9787227014249.

论文
- 孟列夫. 由廖霞翻译. . 敦煌学辑刊. 2002, (2): 147–149.
- 孟列夫. 由张梦新翻译. . 传统文化与现代化. 1998, (1): 90–96.
- 孟列夫; 李福清. 由松厓翻译. . 敦煌学辑刊. 1986, (3): 7–27.